# Hệ sinh thái rừng

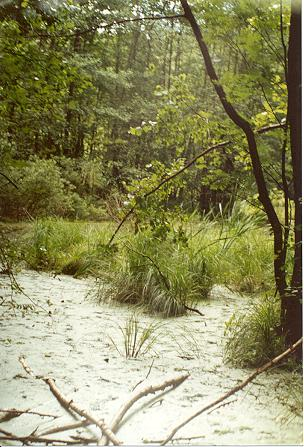
Hệ sinh thái rừng

Hệ sinh thái rừng (Forest ecosystem) là một hệ sinh thái mà thành phần nghiên cứu chủ yếu là sinh vật rừng (các loài cây gỗ, cây bụi, thảm tươi, hệ động vật và vi sinh vật rừng) và môi trường vật lý của chúng (khí hậu, đất). Nội dung nghiên cứu hệ sinh thái rừng bao gồm cả cá thể, quần thể, quần xã và hệ sinh thái, về mối quan hệ ảnh hưởng lẫn nhau giữa các cây rừng và giữa chúng với các sinh vật khác trong quần xã đó, cũng như mối quan hệ lẫn nhau giữa những sinh vật này với hoàn cảnh xung quanh tại nơi mọc của chúng (E.P. Odum 1986, G. Stephan 1980).

## Thành phần hệ sinh thái

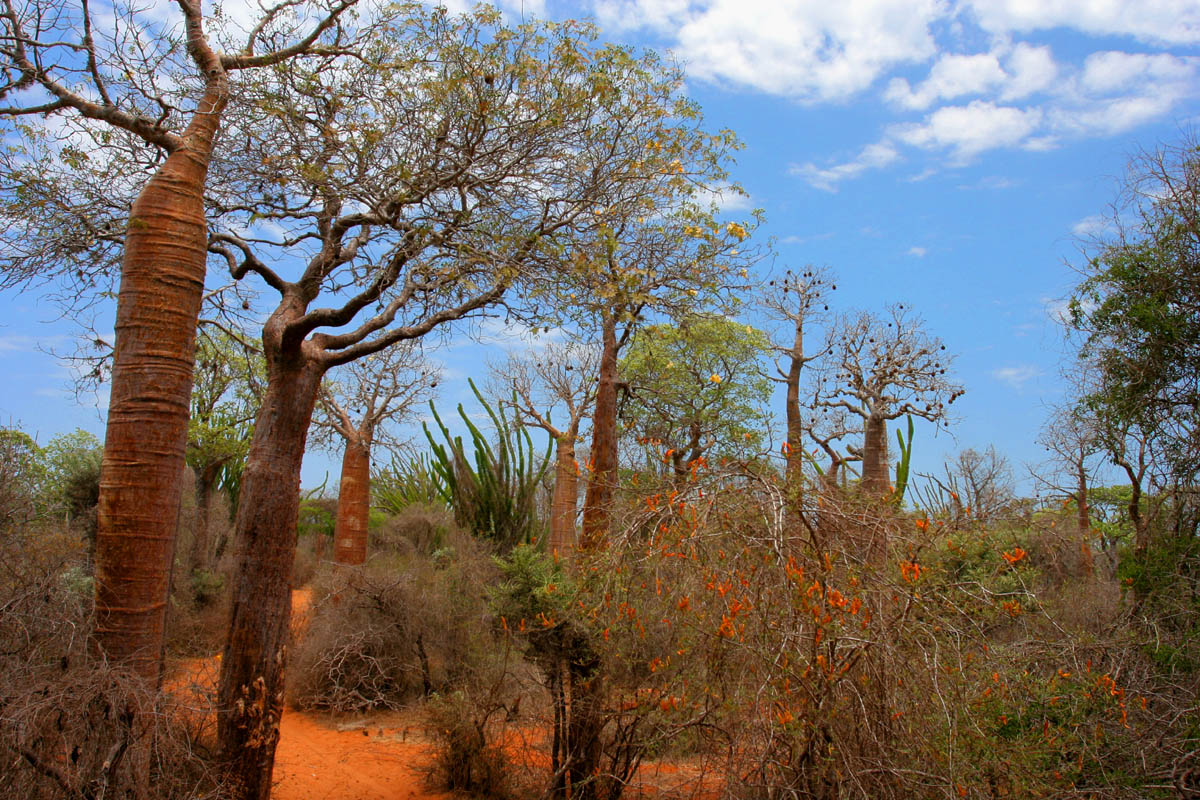
Rừng Bao báp ở Madagascar

Thành phần của hệ sinh thái rừng cũng giống như thành phần của một hệ sinh thái điển hình song đối với rừng, thành phần thực vật mà đặc biệt là cây gỗ được quan tâm hơn cả, đây chính là thành phần lập quần. Sau đây chúng ta sẽ nghiên cứu thành phần cơ bản, quan trọng của hệ sinh thái rừng:	

### Thành phầnthực vật rừng
- Thành phần cây gỗ: Đây là thành phần chủ yếu của hệ sinh thái rừng. Đối với rừng nhiệt đới nói chung thành phần cây gỗ được chia thành 3 tầng: tầng vượt tán, tầng ưu thế sinh thái và tầng dưới tán.

Dựa vào thành phần và tỷ lệ giữa các loài mà người ta chia ra thành rừng thuần loài và rừng hỗn loài. Về nguyên tắc, rừng thuần loài là rừng chỉ có một loài. Tuy nhiên trên thực tế, rừng có một số loài khác nhưng số lượng các loài khác này không vượt quá 10% thì vẫn được coi là rừng thuần loài (rừng thuần loài tương đối). Với rừng hỗn loài, để biểu thị mức độ tham gia của các loài người ta dùng công thức tổ thành.
Thành phần cây gỗ là bộ phận chính và chủ yếu tạo nên độ khép tán (được biểu diễn thông qua độ tán che), độ đầy và trữ lượng lâm phần.
Lớp cây tái sinh: Đây là thuật ngữ dùng để nói về lớp cây thế hệ non của tầng cây gỗ, chúng sống và phát triển dưới tán rừng, chúng sẽ là đối tượng thay thế tầng cây gỗ phía trên khi tầng cây này được khai thác. Tùy vào từng giai đoạn sinh trưởng khác nhau người ta chia lớp cây tái sinh thành các giai đoạn: cây mầm, cây mạ và cây con (hay cây non). Việc phân chia này có ý nghĩa quan trọng trong việc xác định các nhân tố ảnh hưởng và xác định các biện pháp kĩ thuật trong chăm sóc, bảo vệ.
- Cây mầm: Là lớp cây nằm trong khoảng một vài tháng tuổi (tùy loài). Đặc trưng của lớp cây ở giai đoạn này là cây chưa có khả năng quang hợp, vẫn sống nhờ vào chất dinh dưỡng có sẵn trong phôi hạt. Trong giai đoạn này cây chịu ảnh hưởng mạnh của các yếu tố môi trường đặc biệt là nhân tố ánh sáng và độ ẩm.

Theo W.Richard (1956), đây là giai đoạn nguy hiểm nhất của cây tái sinh, cây tái sinh có thể chết hàng loạt do môi trường thiếu nước hoặc nhiệt độ quá cao do ánh sáng trực xạ. Cũng theo W. Richard, một nguyên nhân khác nguy hiểm đối với cây mầm là các loài động vật rừng.
- Cây mạ: Là những thế hệ cây gỗ thường có tuổi từ một vài tháng đến 1 -2 năm, chiều cao thường không quá 50cm. Đặc điểm: Cây đã có khả năng tự đồng hóa. Mặc dù đã lớn hơn lớp cây mầm song cây mạ vẫn rất yếu ớt và chịu ảnh hưởng nhiều của các nhân tố môi trường trong đó có sự cạnh tranh của cỏ dại.
- Cây con (cây non): Là những thế hệ cây lớn hơn 2 năm tuổi, thường có chiều cao >50cm. Cùng với sự sinh trưởng, nhu cầu ánh sáng của nó cũng tăng dần. Khi cây con có chiều cao >1m, khoẻ mạnh thì được coi là những cây con có triển vọng. Đây chính là đối tượng sẽ thay thế tầng cây gỗ trong tương lai.

- Thành phần cây bụi: Là những cây thân gỗ, song chiều cao không quá 5m, phân cành sớm. Cây bụi là một thành phần quan trọng trong hệ sinh thái rừng. Trong kinh doanh rừng hiện đại, lớp cây bụi mang lại rất nhiều lợi ích – đó là những lợi ích phi gỗ (NTFPs)
- Thành phần thảm tươi: Bao gồm những loài thực vật thân thảo (không có cấu tạo gỗ), chúng thường sống dưới tán rừng. Cũng như cây bụi, nhiều loài cây thảo đem lại lợi ích kinh tế khá cao. Đứng trên quan điểm sinh thái, lớp cây bụi và lớp thảm tươi có ý nghĩa quan trọng, chúng góp phần bảo vệ đất, chống xói mòn, giữ độ ẩm cho đất, tham gia vào quá trình hình thành, cải tạo đất. Tuy nhiên, chúng cũng có thể là tác nhân cản trở tái sinh gây những khó khăn trong công tác trồng rừng, phục hồi rừng.
- Thực vật ngoại tầng: Bao gồm các loài dây leo, thực vật phụ sinh... chúng mọc không tuân theo một trật tự nào về không gian, chúng không phân bố ở những tầng cụ thể nào. Một số loài thực vật ngoại tầng có thể có giá trị kinh tế, làm dược liệu.

## Dòng năng lượng
Theo quan điểm của sinh thái học hiện đại, năng lượng đi qua hệ sinh thái cũng tuân theo các quy luật nhiệt động học của vật lý:
- Quy luật 1: năng lượng không tự nhiên sinh ra cũng không tự nhiên mất đi, nó chỉ chuyển hóa từ dạng này sang dạng khác. Ví dụ: Năng lượng mặt trời (quang năng) có thể chuyển hóa thành hóa năng tích lũy trong thực vật.
- Quy luật 2: Khi năng lượng được chuyển hóa từ dạng này sang dạng khác không bao giờ được bảo toàn 100% mà thường bị hao hụt một lượng nhất định để biến thành nhiệt năng.

- Sinh vật tự dưỡng là sinh vật có khả năng tự mình tổng hợp ra các chất hữu cơ cần thiết cho sự sống. Sinh vật tự dưỡng được chia thành hai loại, tương ứng với nó là 2 nguồn cung cấp năng lượng

1. Sinh vật quang dưỡng: Sử dụng năng lượng từ ánh sáng mặt trời. Quá trình tổng hợp chất dinh dưỡng được thực hiện nhờ vào diệp lục, H2O, CO2 dưới tác dụng của ánh sáng mặt trời. Thực vật màu xanh là những sinh vật quang dưỡng.
2. Sinh vật hóa dưỡng: Sử dụng năng lượng hóa học từ các phản ứng hóa học của các chất vô cơ đơn giản. Ví dụ: các sinh vật oxy – hoá lưu huỳnh (S) thành axit sunfuahidric (H2S) qua đó hấp thụ năng lượng của phản ứng hóa học này.

- Với nhóm sinh vật dị dưỡng, nguồn cung cấp năng lượng của chúng không phải trực tiếp từ mặt trời cũng như các phản ứng hóa học mà chính là từ các sản phẩm hữu cơ do các sinh vật tự dưỡng tổng hợp lên. Các sinh vật dị dưỡng được gọi chung là những sinh vật tiêu thụ. Sinh vật dị dưỡng được chia thành 3 bậc từ bậc 1 đến bậc 3.
- Sinh vật phân hủy: Chuyên phân hủy các hợp chất hữu cơ trong xác chết, chất bài tiết...thành các hợp chất vô cơ đơn giản hơn cũng có thể được gộp chung vào nhóm các sinh vật dị dưỡng.

### Nguốn gốc nguồn năng lượng
1. Trong số các nguồn năng lượng cung cấp cho chuỗi thức ăn, năng lượng mặt trời đóng vai trò chủ đạo. Tuy nhiên, thực vật chỉ sử dụng khoảng 0,1% năng lượng này trong quá trình quang hợp để tạo thành năng lượng hữu cơ nuôi sống toàn bộ các sinh vật thuộc chuỗi chăn nuôi và các vi sinh vật thuộc chuỗi phế thải.
2. Hơn 50% năng lượng liên kết tạo từ phản ứng quang hợp được sử dụng để hô hấp, phần còn lại để tạo thành cơ thể và trở thành thức ăn cho các sinh vật tiêu thụ khác.
3. Năng lượng được truyền qua các sinh vật thuộc các bậc khác nhau. Mỗi một sinh vật như vậy được gọi là một mắt xích thức ăn. Tập hợp các mắt xích thức ăn tạo nên các chuỗi thức ăn (chuỗi dinh dưỡng, chuỗi thực phẩm). Tập hợp nhiều chuỗi thức ăn có chung một hoặc một số mắt xích thức ăn sẽ tạo ra lưới thức ăn.
4. Trong một chuỗi thức ăn, cứ sau mỗi bậc dinh dưỡng năng lượng lại bị hụt đi khoảng 80-90% chủ yếu do tỏa nhiệt ra môi trườg, chỉ có từ 10-20% năng lượng được truyền cho bậc kế tiếp.

Tỷ lệ giữa phần năng lượng mà bậc sau kế tiếp nhận được so với phần năng lượng trước khi truyền của bậc trước nó được gọi là hệ số truyền năng lượng. Hệ số truyền năng lượng ở hệ sinh thái trên cạn luôn nhỏ hơn so với hệ số truyền năng lượng của hệ sinh thái dưới nước.
Nếu sắp xếp số lượng cá thể (hay sinh khối hoặc năng lượng) theo các bậc dinh dưỡng từ thấp đến cao thì bao giờ chúng cũng sắp xếp theo dạng hình tháp. Người ta gọi chúng là những hình tháp sinh thái học. Tùy vào đơn vị tính mà chúng ta có hình tháp sinh khối, hình tháp khối lượng hay hình tháp số lượng.

### Mối quan hệ
1. Đầu vào của một dòng năng lượng được bắt đầu bằng năng lượng thì đầu ra cũng là dạng năng lượng. Nói cách khác, bất kỳ một dòng năng lượng nào cũng bắt đầu bằng năng lượng và kết thúc bằng việc chuyển hóa năng lượng ấy thành nhiệt năng và phát tán vào môi trường xung quanh.
2. Chuỗi dinh dưỡng càng ngắn hoặc sinh vật càng gần với điểm khởi đầu thì năng lượng thu nhận được càng lớn.
3. Trong lưới thức ăn, nếu có nhiều chuỗi thức ăn liên hệ qua lại càng chặt chẽ, phức tạp thì quần xã sinh vật càng phong phú về loài, trong đó có nhiều loài đa thực
4. Nếu thay thế mắt xích thức ăn này bằng mắt xích thức ăn khác có họ hàng gần nhau thì cấu trúc của chuỗi thức ăn không hoặc rất ít thay đổi
5. Các chuỗi thức ăn thường không ổn định mà thay đổi tùy thuộc vào nhu cầu thức ăn của các loài ở các giai đoạn sống khác nhau.
6. Độ dài của chuỗi thức ăn ít khi lớn hơn 5-6 mắt xích, rừng ===
7. Đầu vào của một dòng năng lượng được bắt đầu bằng năng lượng thì đầu ra cũng là dạng năng lượng. Nói cách khác, bất kỳ một dòng năng lượng nào cũng bắt đầu bằng năng lượng và kết thúc bằng việc chuyển hóa năng lượng ấy thành nhiệt năng và phát tán vào môi trường xung quanh.
8. Chuỗi dinh dưỡng càng ngắn hoặc sinh vật càng gần với điểm khởi đầu thì năng lượng thu nhận được càng lớn.
9. Trong lưới thức ăn, nếu có nhiều chuỗi thức ăn liên hệ qua lại càng chặt chẽ, phức tạp thì quần xã sinh vật càng phong phú về loài, trong đó có nhiều loài đa thực
10. Nếu thay thế mắt xích thức ăn này bằng mắt xích thức ăn khác có họ hàng gần nhau thì cấu trúc của chuỗi thức ăn không hoặc rất ít thay đổi
11. Các chuỗi thức ăn thường không ổn định mà thay đổi tùy thuộc vào nhu cầu thức ăn của các loài ở các giai đoạn sống khác nhau.
12. Độ dài của chuỗi thức ăn ít khi lớn hơn 5-6 mắt xích,

## Chu trình sinh địa hóa
Thuật ngữ chu trình hay sự tuần hoàn biểu thị sự lặp đi lặp lại nhiều lần và có tính chu kỳ khép kín. Trong hệ sinh thái, người ta phân thành 3 kiểu chu trình vật chất: Chu trình địa hóa; Chu trình sinh địa hóa và chu trình sinh hóa (chu trình bên trong sinh vật)

### Chu trình địa hóa
Là chu trình vận động của các nguyên tố hóa học giữa các hệ sinh thái. Ví dụ: Các chất khoáng theo nước mưa đi từ hệ sinh thái rừng trên núi cao xuống hệ sinh thái nông nghiệp thấp hơn.

### Chu trình sinh địa hóa
Là chu trình vận động của các chất xảy ra giữa các sinh vật và môi trường bên trong phạm vi của một hệ sinh thái. Ví dụ: Đạm (N) được rễ cây hút lên từ đất thông qua các việc phân hủy các cành nhánh, lá rơi rụng tích lũy vào các bộ phận (tham gia hình thành các bộ phận) khi các bộ phận này chết, rơi rụng nó lại mang theo Đạm trở về trong đất.
Các chất vô cơ trong tự nhiên vận động theo hai chu trình: Chu trình đại tuần hoàn nước và không khí của sinh quyển và chu trình tuần hoàn vật chất sinh vật trong hệ sinh thái.
- Chu trình đại tuần hoàn nước và không khí: Hơi nước bốc lên từ đại dương (biển) dưới tác dụng đốt nóng của ánh sáng mặt trời được vận chuyển vào trong lục địa (do gió, hình thành nhờ sự chênh lệnh gradien nhiệt độ), tại đây hơi nước gặp khối không khí lạnh sẽ ngưng kết và biến thành mưa. Mưa tạo thành dòng chảy mặt và dòng chảy ngầm theo các dòng sông lại đổ ra biển hoàn thành một chu kỳ khép kín.
- Chu trình tuần hoàn vật chất-sinh vật: Đây là chu trình của nhiều chất vô cơ. Trong chu trình này, nhìn chung phần lớn các chất khí có chu trình khép kín (O2, CO2), nhiều chất vô cơ bị loại bỏ một phần khỏi chu trình để tồn tại trong môi trường biến thành các dạng trầm tích. Những chu trình như vậy được gọi là những chu trình không hoàn toàn. Chu trình phosphat là một chu trình.

### Chu trình sinh hóa
Là chu trình các chất xảy ra bên trong các bộ phận của sinh vật. bao gồm các quá trình như đồng hóa, dị hóa, trao đổi chất trong bản thân sinh vật.

## Quần lạc sinh địa rừng
Quần lạc sinh địa rừng là một khoảnh đất bất kỳ có sự đồng nhất về thành phần, cấu trúc và các đặc điểm của các thành phần tạo nên nó và về mối quan hệ giữa chúng với nhau, có nghĩa là đồng nhất về thực vật che phủ, về thế giới động vật và vi sinh vật cư trú tại đó, về các điều kiện tiểu khí hậu, thủy văn và đất đai, về các kiểu trao đổi vật chất và năng lượng giữa các thành phần của nó với các hiện tượng tự nhiên khác (V.N. Sucasep 1964)
Quần lạc sinh địa rừng khác biệt hoàn toàn với các quần lạc sinh địa khác như: Quần lạc sinh địa sa mạc, quần lạc sinh địa thảo nguyên,...Định nghĩa quần lạc sinh địa rừng là rất quan trọng khi xét tới các quần lạc thực vật, quần lạc động vật,...và các yếu tố vô sinh liên quan khác tồn tại trong rừng. Quần lạc sinh địa rừng giúp chúng ta hiểu rõ hơn những tác động và mối quan hệ mật thiết giữa rừng với hoàn cảnh sống xung quanh.
Ngày nay có một số quan điểm đã coi rằng từ quần lạc sinh địa rừng đồng nghĩa với hệ sinh thái rừng và nó là một cấu trúc sống.